# Luis Suárez (1935–2023)
Luis Suárez Miramontes (ur. 2 maja 1935 w A Coruñi, zm. 9 lipca 2023 w Mediolanie) – hiszpański piłkarz występujący na pozycji pomocnika lub napastnika, oraz trener piłkarski. Był jednym z najskuteczniejszych zawodników w historii futbolu hiszpańskiego. W drugiej połowie lat 50. był liderem FC Barcelona, z którą zdobył dwa tytuły mistrza kraju oraz dwukrotnie wygrał Puchar Miast Targowych. Od 1961 do 1970 roku grał w Interze Mediolan, który w tamtym okresie osiągnął największe sukcesy w swojej historii; drużyna prowadzona przez Helenio Herrerę trzy razy była najlepsza w Serie A, a dwa razy – w Pucharze Mistrzów. Z reprezentacją Hiszpanii, w której barwach rozegrał 32 mecze, zdobył w 1964 roku mistrzostwo Europy oraz brał udział w mundialach 1962 i 1966. Piłkarską karierę zakończył w 1972 roku w barwach Sampdorii. Jako szkoleniowiec pracował w klubach włoskich i hiszpańskich, ale bez większych sukcesów. Od 1988 do 1991 był selekcjonerem reprezentacji Hiszpanii; wystąpił z nią w Mundialu 1990. W latach 90. związał się z Interem Mediolan, gdzie pełnił różne funkcje administracyjne. Zmarł 9 lipca 2023 w mediolańskim szpitalu Ospedale Niguarda, gdzie przez kilka dni był hospitalizowany.

## Kariera piłkarska
Był jednym z najlepszych hiszpańskich piłkarzy w historii, jednym z dwóch którzy otrzymali Złotą Piłkę magazynu France Football (drugim był Alfredo Di Stéfano).
Jako czternastolatek zapisał się do szkółki piłkarskiej Deportivo La Coruña. Cztery lata później w barwach tego klubu zadebiutował w Primera División w przegranym 1:6 spotkaniu z FC Barcelona.
W 1954 roku przeniósł się właśnie do Barcelony (przez jeden sezon występował w jej filii La Espana Industrial), gdzie od 1955 do 1961 roku zdobył dwa tytuły mistrza Hiszpanii oraz dwukrotnie Puchar Miast Targowych. W 1960 roku został uznany przez France Football za najlepszego piłkarza, grającego w ligach Europy. Dla Barcelony rozegrał blisko 200 meczów, w których strzelił ponad 100 bramek.
Był najdroższym piłkarzem świata, kiedy w 1961 roku Katalończycy sprzedali go do Interu Mediolan za 142 tysiące funtów. Na jego transfer nalegał nowy trener Interu Helenio Herrera, z którym Suárez współpracował w Barcelonie. Piłkarz z Galicji był jednym z najważniejszych ogniw drużyny, która w pierwszej połowie lat 60. nie miała sobie równych ani w Serie A, ani w Pucharze Mistrzów. Piłkarze grający w Interze Herrery nazywani są generacją catenaccia, gdyż właśnie oni po raz pierwszy zaprezentowali światu udoskonaloną przez argentyńskiego szkoleniowca metodę gry. Suárez od 1961 do 1970 roku rozegrał w Interze 328 meczów, w których strzelił 55 goli.
Sportową karierę zakończył w wieku 38 lat w Sampdorii.

### Kariera reprezentacyjna
Luis Suárez w latach 1957–1972 rozegrał w reprezentacji Hiszpanii 32 mecze i strzelił 14 goli. Zdobył w jej barwach tytuł mistrza Europy na Euro 1964 oraz dwukrotnie występował na mistrzostwach świata: 1962 (runda grupowa) i 1966 (runda grupowa).

## Kariera szkoleniowa
Przez cztery lata prowadził pięć różnych klubów włoskich, bez większych sukcesów. W 1978 roku powrócił do Hiszpanii, do Deportivo La Coruña, ale został zwolniony już po kilku miesiącach pracy. Później pomagał José Emilio Santamaríi przy reprezentacji Hiszpanii.
Niespodziewanie w 1988 roku został selekcjonerem drużyny narodowej. Awansował z nią do mundialu 1990, gdzie w drugiej rundzie Hiszpanie przegrali 1:2 z Jugosławią. Zrezygnował z posady w maju 1991 roku po trzech przegranych z rzędu (z Francją w meczu eliminacji do Euro 1992 oraz z Węgrami i Rumunią w spotkaniach towarzyskich). Jego bilans: 27 meczów, 15 zwycięstw – 4 remisy – 8 porażek.
W latach 90. związał się na stałe z Interem Mediolan, w którym najczęściej pełnił różne funkcje administracyjne. Dwukrotnie – w 1992 i 1996 roku – był tymczasowym szkoleniowcem drużyny, a od 2001 roku osobistym doradcą prezesa klubu Massimo Morattiego.

## Sukcesy

### Zawodnik
FC Barcelona
- Mistrzostwo Hiszpanii: 1959, 1960
- Puchar Króla: 1957, 1959
- Puchar Miast Targowych: 1958, 1960
- Finał Pucharu Europy: 1961

Inter Mediolan
- Mistrzostwo Włoch: 1963, 1965, 1966
- Puchar Europy: 1964, 1965
- Puchar Interkontynentalny: 1964, 1965

Reprezentacja Hiszpanii
- Mistrzostwo Europy: 1964

Indywidualne
- Złota Piłka: 1960

### Trener
Reprezentacja Hiszpanii
- 1/8 finału mistrzostw świata: 1990